# Divorum
Divorum eller Porticus Divorum var en portik på Marsfältet i antikens Rom. Portiken, som uppfördes av kejsar Domitianus, hyste två tempel: ett åt den gudaförklarade Vespasianus och ett åt den gudaförklarade Titus. Portiken, som mätte 200 x 55 meter, innehöll även en lund och ett altare.